# ملعب الناصرة عيلوط
ملعب الناصرة عيلوط هو ملعب كرة قدم بقرية عيلوط المجاورة لمدينه الناصرة ٬ تم تأسيسه عام 1992 ليكون الملعب البيتي لفريق مكابي اخاء الناصره حيث تعود ملكية هذا الملعب لبلدية الناصره بشكل حصري.

## مكان الملعب
يقع الملعب في القسم الشمالي لقرية عيلوط ضاحية مدينة الناصرة وهو يربط البلديتين بشارع رقم 1065 حيث يمكن الوصول اليه عن طريق شارع رقم 79 الذي يربط الناصرة بخليج حيفا كما ويمكن الوصول إلى الملعب عن طريق شارع كرم الصاحب بجانب حي السلزيان

## ارضية الملعب
يتسع الملعب حوالي 5000 متفرج بمحاذاته 3 ملاعب تدريبات من عشب صناعي تم بنائها عام 1997 .

## أهمية الملعب
يلعب فيه٬ مكابي اخاء الناصره من الدوري الوطني، هبوعيل الناصرة كما أنه يعتبر ملعب رئيسي في الوسط العربي كونه كان الاستاد البيتي لفريق اتحاد أبناء سخنين، هبوعيل الاخوة عرابه (بين الاعوام 206-2010)، هبوعيل كوكب أبو الهيجاء (بين الاعوام 2007-2012) وهبوعيل عكا، إضافة لذلك، تجري به المبارايات المهمة في الدرجات السفلى من الدوري الاسرائيلي ومباريات تدريبية.
الملعب الرئيسي في الوسط العربي واهميته انه ملعب البيت ل اغلبية المنتخبات العربية.
يعتبر الملعب أيضا مسرحا فنيا في المناسبات العامة فانه استضاف حفل لمحبوب العرب محمد عساف عام 2014 .